# 华兰生物
华兰生物工程股份有限公司（深交所：002007，简称：华兰生物）是一家位于河南新乡从事血液制品研发和生产的制药公司，2004年6月登陆深圳证券交易所中小板。前身为成立于1992年的华兰生物工程有限公司，1998年通过血液制品行业的GMP认证。公司董事长为安康。
2016年华兰生物在中国上市企业市值500强中以289亿人民币排名351位。